# (12896) Geoffroy
(12896) Geoffroy est un astéroïde de la ceinture principale externe.

## Description
(12896) Geoffroy est un astéroïde de la ceinture principale externe. Il fut découvert par Eric Walter Elst le 26 août 1998 à l'observatoire de La Silla. Il présente une orbite caractérisée par un demi-grand axe de 3,9485 UA, une excentricité de 0,291 et une inclinaison de 6,34° par rapport à l'écliptique.
Il fut nommé en hommage à Étienne Geoffroy Saint-Hilaire (1772-1844) qui établit dans son œuvre Philosophie anatomique (2 volumes, 1818-1822) le principe d'unité des composants organiques chez les vertébrés (et plus tard également chez les invertébrés). En s'opposant à Georges Cuvier, les concepts de Geoffroy furent à l'origine d'une préparation des esprits avant l'avènement de la théorie darwinienne de l'évolution.

## Compléments